# Reception (film fra 2013)
|  | Denne artikel er oprettet af botten Steenthbot ud fra en ekstern database. Den kan derfor have sproglige fejl eller mangler. Denne skabelon kan fjernes efter kontrol af indholdet. |

 For alternative betydninger, se Reception. (Se også artikler, som begynder med Reception)
Reception er en dansk kortfilm fra 2013 instrueret af Kristian Håskjold.

## Handling
Den unge mand Victor arbejder om natten som receptionist på et hotel tæt på Københavns Lufthavn. En utilregnelig udenlandsk gæst, Dr. Ackerman, tjekker ind og sætter Victor på en prøve. Det ene øjeblik presser han Victor til en gratis værelsesopgradering, og det næste spørger han høfligt og i højt humør efter en blomstervase. Samtidig dukker Victors store kærlighed Sofia op, og Victors egne indestængte følelser bobler pludseligt og voldsomt op til overfladen.

## Medvirkende
- Mads Reuther, Victor
- David Rousing, Dr. Ackerman
- Stephania Potalivo, Sofia
- Suzanne Darmer, Marion
- Linda Elvira, Stewardessen